# Syntaphus
Syntaphus – rodzaj mrówek, opisany przez Donisthorpe'a w 1920r. Obejmuje 1 gatunek.

## Gatunki
- Syntaphus wheeleri  Donisthorpe, 1920